# إيوان جورجي
إيوان جورجي (بالرومانية: Ion Gheorghe)‏ هو لاعب كرة قدم روماني في مركز الوسط، ولد في 8 أكتوبر 1999 في بوخارست في رومانيا. لعب مع دينامو بوخارست ونادي فولنتاري.

## وصلات خارجية
- إيوان جورجي على موقع إي إس بي إن إف سي (الإنجليزية)
- إيوان جورجي على موقع قاعدة بيانات كرة القدم.إي يو (الإنجليزية)
- إيوان جورجي على موقع Soccerbase.com (لاعب) (الإنجليزية)
- إيوان جورجي على موقع Soccerway.com (الإنجليزية)
- إيوان جورجي على موقع عالم كرة القدم.نت (الإنجليزية)
- إيوان جورجي على موقع أوليمبيديا (الإنجليزية)